# Песнь пророка
«Песня пророка» (англ. Prophet Song) — роман-антиутопия ирландского писателя Пола Линча 2023 года, опубликованный издательством Oneworld.

## Сюжет
В недалёком будущем в Ирландской Республике после забастовки профсоюза учителей правая партия «Национальный альянс» захватывает контроль над правительством. Национальный альянс наделяет ирландскую национальную полицию и судебные органы широкими полномочиями. Режим также создаёт новую тайную полицию — Бюро национальных служб. Новое правительство быстро отменяет гражданские свободы; мирные протесты разгоняются, граждан арестовывают без видимых причин и подвергают пыткам.
Ларри Стэк, учитель и профсоюзный лидер, арестован и содержится под стражей без предъявления обвинений, после задержания во время митинга. Его жена Эйлиш, учёный, остаётся заботиться об их четверых детях и своём отце, страдающем слабоумием. Эйлиш подаёт прошение об освобождении мужа. Вскоре в стране начинается гражданская война, а ирландцев, подозреваемых в причастности к сопротивлению, арестовывают или убивают. Эйлиш изо всех сил пытается сохранить семью во время гражданской войны; она подумывает о том, чтобы бежать из страны вместе с семьёй и, возможно, эмигрировать в Канаду, где проживает её сестра.

## Награды
Роман получил Букеровскую премию в 2023 году.